# アークIX
『アークIX』（アークナイン）は、安井健太郎による日本のライトノベル。イラストは緒方剛志が担当している。講談社ラノベ文庫（講談社）より2013年2月から2015年6月まで刊行された。『ラグナロク』と世界観を共有している作品。

## ストーリー
黒い霧から人類を護るために地球を二分にする巨大な『壁』が建造された、『失われた日』から百五十年後。世界の半分を失っても人々が逞しく暮らす水上都市のひとつ『箱舟（アーク）IX』に居を構える探偵、紫堂縁は、世界に蠢く変異や魔術結社に纏わる陰謀に立ち向かっていくこととなる。

## 登場人物
声優の表記は文庫第2巻特装版に付属されるOVAによる。
紫堂縁（しどう えにし）
声 - 小野友樹
推定25歳。日本人。紫堂流忍術を極めた超人的（あくまで超人そのものではない）な戦闘力の持ち主。
ダウナーな雰囲気を纏いつけた男で、仕事にやる気を出さずレベッカに尻を叩かれることもしばしば。現実的に物事を割り切ろうとするが、内面の優しさや正義感を抑えきれないこともある。ジャンクフードや合成酒を嫌い、自然派食品というデリバリーフードを好んでいる。
両親は健在だがかつて妹を失っており、復讐を目的としている。しかし余りに投げやりな生き方をして、親しい人間には『生きたがっていないように見える』という評価を受ける。
レベッカ・ロス
声 - 金元寿子
23歳。縁の学友。警察局変異対策室室長の娘で、縁のコーディネーターを気取り、彼に仕事を持ってくる。スタイル抜群の巨乳。
天真爛漫で闊達とした性格で、猪突猛進なところを縁に心配されている。彼の仕事に同道したことで 『死の天使』に変異を促す薬品を打ち込まれてしまい、現在はその侵攻に苦しんでいる。フランス軍で制式採用されている大口径の拳銃ラ・レーヌで武装している。
ヒルデガルド・ワーズワース
声 - 大原さやか
30代前半の美女。管理局情報総合部課長。第1巻以後は縁の得意先となり、しばしば依頼を持ちかけてくるようになる。
本人が危うい立場で指揮を採っているにもかかわらず、縁とレベッカを気にかけてくれる存在でもある。生真面目で融通の効かないところがある。
エスメラルダ・チェカ
声 - 内山夕実
23歳。スペイン出身の女傭兵。蛇めいた変異を起こしており、高い戦闘力を持つ。
当初は縁と敵対する製薬会社に雇われていたが、契約解消後は探偵事務所の下階の喫茶店にウェイトレスとして務める傍ら、ともに任務にあたるようになる。
シュリンプ
声 - 大川透
アークIXで一・二を争う腕前の情報屋。縁の旧知。
醜い容姿をしているが本人は生来のそれにこだわりがあるらしく、それと同型の義体を量産して殺されるたびに精神を移し替えている。たびたび命を狙われて実際に殺されているが、それを気にしていないタフな男。
エリオット・ラークス
声 - 村田太志
アークIX警察局に務める刑事。
かつては不良で、学生時代の縁とレベッカと一悶着があったが、現在は都市を護る仕事についている。父親とレベッカに頭が上がらない。
ノエル
縁の旧友にして、魔術結社セフィロトの幹部。第七セフィラ『ケセド』の階級を持つ。唇を右側に大きく裂いた切傷痕がある。
凄腕の魔術師（ウィザード）で、かつてはアークVIにおいて縁ら複数人の不良でコミュニティを築いていたが、とある事件を切っ掛けに彼と袂を分かち、現在は縁への復讐に燃えている。
犬神　一来(いぬがみ　いっき)
紫堂家の分家である犬神家の人間。縁の仇敵であり、何故本家に生まれなかったのかと言われるほどの忍術の天才。
鈷条茉莉花の能力を狙って再び縁の前に現れる。

## 用語
箱舟（アーク）
『失われた日』によって住む場所を失った人達の受け皿として造られた巨大建造艦。作中では9つ建築されている。作中の舞台は主にアークⅨ。
名目上は国家連合の管理下にあるものの、実質は建造に最も尽力（資金を提供）した国の影響下にある。
『失われた日』
『壁』
高さ3000m、長さ40000kmを誇る巨大建造物。『失われた日』によって生じた瘴気を防ぐ目的で建築され、これにより世界は壁で二分された。
リヴィガルド症候群
『失われた日』以降に発症例が確認された新種の病気。皮膚の異常や喘息など原因不明の諸症状を併発しやがては死に至る。
治療法は見つかっていない上、僅かな確率ながら変異してしまうことで知られ、この病気にかかった本人や家族が迫害されることも珍しくない。
変異
リヴィガルド症候群の末期症状とされる状態。この状態になると異常なまでに身体能力が向上し、知能が低下して凶暴性が増し人間を襲うとされる。
急性的に変異が起こることも珍しくなく、必ずしもリヴィガルド症候群患者だけが起こるものではない。
紫堂家
紫堂流忍術の本流とされる裏の世界では有名な名家。紫堂家を本家とし、犬神、鈷条、天華（いぬがみ、くじょう、あまはな）の3つの分家から成る。
莫大な資産によってアークⅦ内で権力を恣にしており、『失われた日』以前は日本の中枢に食い込み、国を裏から支配していたとされる。

## 既刊一覧
- 安井健太郎（著） / 緒方剛志（イラスト） 『アークIX』 講談社〈講談社ラノベ文庫〉、全5巻
  1. 「死の天使」2013年2月1日発売[2]、ISBN 978-4-06-375239-7
  2. 「セフィロトの魔導士（上）」2013年7月2日発売[3]、ISBN 978-4-06-375265-6
    - オリジナルBlu-rayアニメーション付特装版：同日発売[4]、ISBN 978-4-06-358437-0

  3. 「セフィロトの魔導士（下）」2013年12月27日発売[5]、ISBN 978-4-06-375308-0
  4. 「血塗られた系譜」2014年8月1日発売[6]、ISBN 978-4-06-375391-2
  5. 「闇の種族」2015年6月2日発売[7]、ISBN 978-4-06-381427-9

## OVA
単行本第2巻特装版に収録。

### スタッフ
- 原作 - 安井健太郎
- イラスト - 緒方剛志
- 脚本・絵コンテ・演出・監督 - 板垣伸
- キャラクターデザイン・作画監督 - 羽山淳一
- 音楽 - フライングドッグ
- アニメーション制作 - フッズエンタテインメント
- 企画・製作 - 講談社

### 主題歌
オープニングテーマ「Nevereverland」
歌 - nano